# Хакерська етика
Хакерська етика — це філософія та сукупність етичних цінностей, що відіграють ключову роль у формуванні хакерської культури. Основними етичними засадами, які визначають поведінку членів хакерських спільнот, є свобода, взаємодопомога, добровільність та самостійність у виборі діяльності та вільний обмін інформацією.

## Походження терміна
Термін хакерська етика вперше був використаний журналістом Стівеном Леві у його книжці 1984-го року Хакери: Герої комп'ютерної революції. У ній він описав як саму філософію, так і її засновників. За його словами, це задокументоване відображення цінностей раннього хакерського середовища в Массачусетсьому технологічному інституті.

Логотип Chaos Computer Clubs

Нині хакерська етика часто посилається на версію Chaos Computer Club, яка розширює існуючі правила та додає ще два.

## Історія

Массачусетський технологічний інститут, серпень 2019

Культура хакерів та відповідна філософія зародилися в Массачусетсьому технологічному інституті (англ. Massachusetts Institute of Technology, MIT) в 1950-тих та 60-тих.
У 1959 році MIT розмістив один з перших комп'ютерів IBM 704 в кімнаті електронних обчислювальних машин (EAM). Ця кімната стала плацдармом для перших хакерів, коли студенти Массачусетського технологічного інституту з Tech Model Railroad Club після закінчення робочого дня пробралися в кімнату EAM, щоб спробувати запрограмувати 30-тонний, 9 футів заввишки (2,7 м) комп'ютер.
Хакерська етика описується як «новий спосіб життя, з автентичною філософією, етикою та мрією». Однак, елементи етики хакера не обговорювалися відкрито, скоріше, вони були прийняті з мовчазної згоди.
Під словом «хак» (англ. hack) мали на увазі проект чи продукт, створений не лише з певною конструктивною ціллю, але і для того, щоб відчути задоволення від процесу участі у творенні. Термін хак був запозичений зі сленгу MIT, де це слово означало жартівливі витівки, що регулярно здійснювались студентами. Щоправда, сьогодні етику хакерів часто цитують поза контекстом та помилково прив'язують її до хаку як діяльності щодо зламу та проникнення в комп'ютерні системи, а багато джерел помилково вважають, що ця етика стосується білих капелюхів. Але те, про що писав Леві, стосується не так комп'ютерної безпеки, як ширших питань.
Рух за вільне програмне забезпечення народився на початку 80-тих з послідовників хакерської етики. Його засновник, Річард Столмен, описується Стівеном Леві як «останній справжній хакер». Сучасні хакери, які залишаються вірними своїй етиці, особливо практичному імперативу, зазвичай є прихильниками вільного та відкритого ПЗ. Це пов'язано з тим, що вільне та відкрите програмне забезпечення дозволяє хакерам отримувати доступ до коду, використаного для створення програмного забезпечення, та вдосконалювати його чи використовувати в своїх проектах.

### Спільний доступ
З перших днів розвитку сучасної обчислювальної техніки і аж до 1970-х років користувачі комп'ютерів набагато частіше користувалися свободами, які забезпечуються етикою відкритого обміну і спільної роботи. Програмне забезпечення, включаючи вихідний код, зазвичай використовувалося окремими користувачами комп'ютерів. Більшість компаній мали бізнес-модель, засновану на продажу апаратного забезпечення, і безкоштовно надавали або комплектували супутнє програмне забезпечення. Згідно з повідомленням Леві, спільне використання було нормою і очікувалося в некорпоративній хакерській культурі. Принцип спільного використання випливав із відкритої атмосфери та неформального доступу до ресурсів Массачусетського технологічного інституту. На зорі розвитку комп'ютерів і програмування хакери Массачусетського технологічного інституту розробляли програму і ділилися нею з іншими користувачами комп'ютерів.
Якщо злом вважався особливо вдалим, то програму могли розмістити на дошці оголошень де-небудь поруч з одним з комп'ютерів. Інші програми, які можна було будувати на її основі та вдосконалювати, записували на магнітні стрічки і зберігали в шухляді з програмами, до якої мали доступ всі інші хакери. У будь-який момент інший хакер міг зазирнути до шухляди, взяти програму і почати її доповнювати або «bumming», щоб зробити її кращою. Під «bumming» мається на увазі процес скорочення коду, щоб за меншу кількість інструкцій можна було зробити більше, заощадивши дорогоцінну пам'ять для подальших удосконалень.
У другому поколінні хакерів спільне використання комп'ютерів означало не лише спільне використання з іншими хакерами, але й спільне використання з широкою громадськістю. Особливою організацією хакерів, яка займалася наданням доступу до комп'ютерів широкому загалу, була група під назвою Community Memory. Ця група хакерів та ідеалістів розміщувала комп'ютери в громадських місцях, щоб ними міг користуватися будь-хто. Перший громадський комп'ютер був розміщений за межами Leopold's Records у Берклі.
Ще одне спільне використання ресурсів відбулося, коли Боб Альбрехт надав значні кошти некомерційній організації під назвою People's Computer Company (PCC). PCC відкрила комп'ютерний центр, де кожен бажаючий міг користуватися комп'ютерами за п'ятдесят центів на годину.
Ця практика спільного використання другого покоління сприяла боротьбі за вільне та відкрите програмне забезпечення. Насправді, коли, Білла Гейтса, версія BASIC для Altair була поширена серед хакерської спільноти, Білл стверджував, що втратив значну суму грошей, тому що мало хто з користувачів заплатив за програмне забезпечення. В результаті Білл написав Відкритий лист до любителів (Open Letter to Hobbyists). Цього листа опублікували кілька комп'ютерних журналів та інформаційних бюлетенів, зокрема, Homebrew Computer Club, де відбувалася велика частина обміну інформацією.

### Спільноти та співпраця
У книзі Леві «Хакери» кожне покоління хакерів мало географічно розподілені спільноти, де відбувалася співпраця та обмін досвідом. Для хакерів з Массачусетського технологічного інституту це були лабораторії, де працювали комп'ютери. Для хакерів апаратного забезпечення (друге покоління) та ігрових хакерів (третє покоління) географічна зона була зосереджена в Кремнієва долина, де Homebrew Computer Club та People's Computer Company допомагали хакерам об'єднуватися в мережі, співпрацювати та ділитися своїми напрацюваннями.
Концепція спільноти та співпраці залишається актуальною і сьогодні, хоча хакери більше не обмежуються співпрацею в географічних регіонах. Тепер співпраця відбувається через Інтернет. Ерік Стівен Реймонд визначає і пояснює цю концептуальну зміну в Собор і базар.

## Принципи етики хакерів
Річард Столлман описав суть хакерської етики наступним чином:
Хакерська етика — це почуття добра і зла, етичні уявлення цієї спільноти людей про те, що знаннями слід ділитися з іншими людьми, які можуть отримати від них користь, і що важливі ресурси слід використовувати, а не витрачати марно.
та уточнював, що хакінг (який Столлман охарактеризував як грайливу кмітливість) та етика є двома різними поняттями:
Те, що комусь подобається хакерство, не означає, що він має етичне зобов'язання поводитися з іншими людьми належним чином. Деякі хакери дбають про етику — я, наприклад, — але це не є частиною хакерства, це окрема риса.
 […] Хакерство — це не етичне питання. Це уявлення про те, що робить життя сенсом.
 […] хакерство спонукає значну кількість хакерів певним чином думати про етичні питання. Я не хотів би повністю заперечувати будь-який зв'язок між хакерством і поглядами на етику.
У передмові до своєї книги під назвою «Хакери» Леві описав загальні догми чи принципи хакерської етики:
- Вільний доступ до комп'ютерів.
- Вільний доступ до знань.
- Недовіра до влади та сприяння децентралізації.
- Хакерів слід оцінювати лише за їхніми здібностями.
- Ви можете створювати мистецтво та красу за допомогою комп'ютерів.
- Покращення світу шляхом поширення технологій.

На додачу до цих принципів Леві також описав хакерську етику та їх погляди в розділі 2, The Hacker Ethic: Основні ідеї цього розділу:
Доступ до комп'ютерів і всього, що може навчити вас чогось про світ, має бути необмеженим і повним.Хакер має мати можливість вчитися на існуючих ідеях і системах і розвивати їх. Доступ дає хакерам можливість, розбираючи речі на частини, вдосконалюючи їх, та спостерігаючи за їх роботою, осягати принципи їх функціонування. Це дає їм знання для винаходу нових та навіть більш цікавих речей. Це сприяє розвитку і поширенню технологій.
Інформація має бути вільною, а тому доступною кожному.Це безпосередньо пов'язано з першим твердженням. Будь-яка інформація, яка потрібна хакеру, повинна бути вільнодоступною для отримання, виправлення, вдосконалення, переосмислення та перевинайдення систем. Вільний обмін інформацією загалом стимулює творчість. Будь-яка система виграє від принципів прозорості та відкритості, а також вільного потоку інформації. Як зауважує Річард Столмен, «вільний» слід розуміти в сенсі свободи, а не в сенсі безкоштовності.
Недовіра до влади та сприяння децентралізаціїСтворення відкритої системи без кордонів між хакером та інформацією — це найкращий спосіб дозволити хакерам отримати інформацію чи елементи обладнання, необхідні їм для виконання свого обов'язку на шляху до знань та вдосконалення себе та світу. Хакери не поважають бюрократичні обмеження, незалежно від того, де вони застосовуються.
Хакерів слід оцінювати лише за їхніми хакерськими здібностями.Хакерська етика — це система, заснована на продуктивності, яка не цінує поверховість. Леві виразно показує, що такі критерії як вік, стать, раса, посада та дипломи вважались недоречними в спільноті хакерів. Навички хакера є остаточним визначником взаємної оцінки. Така поведінка сприяє просуванню хакерської спільноти та розробки програмного забезпечення. Прикладом етики рівних можливостей, який часто цитують, є Лоуренс Пітер Дойч, дванадцятилітній хакер, якого прийняли до спільноти TX-0, хоча його здібності не визнавали аспіранти не-хакери.
За допомогою комп'ютера можна створювати мистецтво та красуХакери цінують інноваційні технології, які дозволяють їм вирішувати складні завдання лише за допомогою кількох інструкцій. Програмний код може бути неймовірно красивим, якщо він створений дбайливо та вміло. Створення мінімалістичного програмного забезпечення, майже стало змаганням серед ранніх послідовників хакерської культури.
Комп'ютери можуть покращити життя кожного.Хакери усвідомлюють, що комп'ютери зробили їхнє життя більш захоплюючим і загалом збагатили його. Хакери усвідомлюють, що комп'ютери збагатили їх життя, дали їхньому життю фокус та наповнили його захоплюючими пригодами. Хакери сприймають комп'ютери як Лампи Алладіна, які вони можуть контролювати, керувати ними і на які вони можуть впливати. Вони вірять, що будь-хто в суспільстві може отримати користь від такого досвіду і що коли кожен зможе взаємодіяти з комп'ютерами так, як це роблять хакери, хакерська етика може поширитися по всьому суспільству і змінити світ на краще.

### Хакерська етика комп'ютерного клубу Хаос
У 1980-х роках деякі хакери з оточення CCC надали свої послуги КДБ (Хакерські атаки КДБ). Оскільки асоціація вважала це несумісним з її цілями, її члени визначили розширення хакерської етики Леві. Ця розширена форма містить невеликі зміни до оригінальних правил і два абсолютно нових пункти. Хакерська етика у версії CCC така:
- Доступ до комп'ютерів і всього, що може показати вам, як працює цей світ, має бути необмеженим і повним.
- Вся інформація має бути вільнодоступною.
- Не довіряйте владі — сприяйте децентралізації.
- Хакерів слід оцінювати за тим, що він робить, а не за загальними критеріями, такими як зовнішній вигляд, вік, вид, стать чи соціальний статус.
- Ви можете створювати мистецтво та красу за допомогою комп'ютера.
- Не розкидайтеся чужими даними.
- Використовуйте публічні дані, захищайте особисті дані.

### Практичний Імператив
Багато принципів та догм етики хакерів направлені до спільної мети: Практичного Імперативу. Як Леві описує в розділі 2, «Хакери вірять, що суттєві знання про системи й про світ можна отримати, розбираючи речі на частини, спостерігаючи за їх роботою та використовуючи ці знання, щоб створювати нові та більш цікаві речі».
Застосування Практичного Імперативу вимагає вільного доступу, відкритої інформації та поширення знань. Для справжнього хакера мета — обійти обмеження Практичного Імперативу — виправдовує засоби. Коли ці принципи відсутні, хакери намагаються їх обійти. Наприклад, коли комп'ютери в MIT захищались фізичними замками чи програмами логіну, хакери систематично їх обходили, щоб мати доступ до машин. Хакери допускали «навмисну сліпоту» в погоні за досконалістю.
Така поведінка не була шкідливою за природою: хакери MIT не намагались завдати шкоди системам чи їх користувачам (хоча випадки жартів, які проводилися за допомогою комп'ютерних систем, іноді мали місце). Це різко контрастує з сучасним, сформованим мас-медіа, уявленням про хакера, що зламує комп'ютерні системи з метою крадіжки інформації або здійснення кібер-вандалізму.

## «Справжні хакери» Леві
Леві ідентифікував кількох «справжніх хакерів», які значно вплинули на хакерську етику. Деякими з добре відомих «справжніх хакерів» є:
- Джон Маккарті «Дядько»: Розсіяний, але блискучий професор MIT (пізніше Стенфорда), допоміг започаткувати комп'ютерні шахи, штучний інтелект, Лісп. Співзасновник Лабораторії інформатики та штучного інтелекту MIT[2]
- Біл Госпер[ru]: Математик та гуру хакерської етики[2]
- Річард Грінблатт[es]: Цілеспрямований канонічний хакер MIT. Програміст та ранній розробник Лісп-машин[2]
- Річард Столмен: Останній з хакерів, який дав собі обіцянку захищати принципи хакерства до кінця. Програміст та громадський діяч, який добре відомий завдяки руху за вільне програмне забезпечення, а також GNU та Emacs[2]

Леві також ідентифікує «хакерів заліза» («друге покоління» з центром переважно в Кремнієвій долині) та «хакерів ігор» («третє покоління»). Всі три покоління хакерів, згідно з Леві, втілювали принципи хакерської етики. Деякими з хакерів «другого покоління» були:
- Стів Возняк: Один з засновників Apple Computer[2]
- Боб Марш: Розробник комп'ютера Sol-20[en][2]
- Фред Мур[en]: Громадський діяч та засновник Homebrew Computer Club[de][2]
- Стів Домпіер: Член Homebrew Computer Club[de] та хакер, який працював з Altair 8800[2]
- Лі Фелсенштейн[it]: Хакер заліза та співзасновник проекту Community Memory[it] та Homebrew Computer Club; розробник комп'ютера Sol-20[2]
- Джон Дрейпер: Легендарна особистість в світі програмування. Він написав EasyWriter[es], перший текстовий процесор.[2]

До діячів «третього покоління» Леві відніс:
- Джон Харріс: Один з перших програмістів, найнятих компанією On-Line Systems (яка пізніше стала Sierra Entertainment)[2]
- Кен Вільямс[ru]: Разом з дружиною Робертою, заснував On-Line Systems після роботи в IBM[2]

## Порівняння з етикою «крекерів»
Стівен Мізрач, який ідентифікує себе як дослідника кіберантропології, порівняв «Стару етику хакерів» Леві, з «Новою етикою хакерів», яка переважає в спільноті спеціалістів з комп'ютерної безпеки. В своєму есе, названому «Чи є етика для хакерів 90-тих?» він робить контроверсійне твердження, що «Нова етика хакерів» поступово розвинулась з старої, хоча й пережила радикальний зсув. Проте, незважаючи на те, що природа хакерської діяльності змінилась через доступність нових технологій (наприклад, поширення персональних комп'ютерів чи соціальну пов'язаність інтернету), аспекти етики хакерів, особливо ті, що стосуються доступу, спільного використання та спільноти, — залишились незмінними.

## Інші описи
Деякі принципи етики хакерів були описані в книзі Теда Нельсона Computer Lib/Dream Machines (1974).
Хакерська етика, згідно з інтерпретацією Jargon File, полягає в переконанні, що поширення програмного забезпечення та технічної документації — це чудово. Хакерська догма — ділитися своїми знаннями у вигляді написання програмного забезпечення та технічної документації.
В 2001-му фінський філософ Пекка Хіманен пропагував хакерську етику на противагу Протестантській трудовій етиці. На думку Хіманена, етика хакерів більш тісно пов'язана з етикою чеснот, яку знаходимо в записах Платона та Аристотеля. Хіманен пояснює ці ідеї в книжці The Hacker Ethic and the Spirit of the Information Age з прологом від Лінуса Торвальдса та епілогом Мануеля Кастельса.
В цьому маніфесті автори пишуть про етику хакерів, яка обертається навколо пристрасті, важкої праці, творчості та задоволення від створення програмного забезпечення. І Хіманен, і Торвальдс надихались ідеєю Сампо з карело-фінської міфології. Сампо, як описується в сазі Калевала, був магічним артефактом, створеним Ільмаріненом, богом ковалів, що приносив щастя своєму власнику. Ніхто не знав, чим він міг бути насправді. Пропонувались різні варіанти: вісь світу чи світове дерево, компас чи астролябія, скриня зі скарбами, Візантійський монетний штемпель, декоративний щит Вендельського періоду, християнська реліквія тощо. Еліас Леннрут, який провів опрацювання вихідного фольклорного матеріалу саги Калевала, вважав її «ручним млинком» певного роду, який робив борошно, сіль та золото з чистого повітря.

## Зноски
1. 1 2  hacker ethic. www.catb.org. Архів оригіналу за 30 червня 2013. Процитовано 28 лютого 2017.
2. 1 2 3 4 5 6 7 8 9 10 11 12 13 14 15 16 17 18 19  Леві, Стівен (Серпень 1993). Хакери, герої комп'ютерної революції. lib.co.ua (рос.). Архів оригіналу за 16 квітня 2019. Процитовано 2 березня 2025.
3. 1 2 3  CCC | Hackerethik. www.ccc.de (англ.). Процитовано 2 березня 2025.
4. ↑  Hackers. ст. 26
5. ↑  Hackers. ст 9
6. ↑  Заголовок та вміст до епілогу книжки Хакери: Герої комп'ютерної революції[it]
7. ↑  Charles Leadbetter (2008). We-Think. Profile Books.
8. ↑  Fiona Macdonald (12 березня 2008). Get a fair share of creativity. Metro.
9. ↑  The Social Context of Open-Source Software. Catb.org. Процитовано 1 липня 2011.
10. ↑  MEME 2.04 [Архівовано 19 травня 2012 у Wayback Machine.] (1996)
11. ↑  The Hacker Community and Ethics: An Interview with Richard M. Stallman, 2002. Архів оригіналу за 9 травня 2013. Процитовано 6 травня 2013.
12. ↑  Hackers, page ix.
13. ↑  Hackers, сторінки 26–36.
14. ↑  Hackers, ст. 226
15. ↑  Hackers, ст 3-36
16. 1 2  Hackers. ст 27
17. 1 2  Hackers. ст 28
18. ↑  Архівована копія. Архів оригіналу за 22 червня 2009. Процитовано 6 травня 2013.{{cite web}}:  Обслуговування CS1: Сторінки з текстом «archived copy» як значення параметру title (посилання) [Архівовано 2009-06-22 у Wayback Machine.]
19. 1 2  Hackers, ст 3–36
20. ↑  Архівована копія (PDF). Архів оригіналу (PDF) за 20 липня 2011. Процитовано 6 травня 2013.{{cite web}}:  Обслуговування CS1: Сторінки з текстом «archived copy» як значення параметру title (посилання) [Архівовано 2011-07-20 у Wayback Machine.]
21. ↑  Hackers. ст 31
22. ↑  Hackers. ст 30–31
23. ↑  Hackers. ст. 33
24. ↑  Hackers. ст. 36
25. ↑  Hackers, ст. 27–36.
26. ↑  CyberAnthropology. Fiu.edu. Архів оригіналу за 29 липня 2012. Процитовано 1 липня 2011. [Архівовано 2012-07-29 у Wayback Machine.]
27. ↑  Old and New Hacker Ethics. Fiu.edu. Архів оригіналу за 27 серпня 2013. Процитовано 1 липня 2011. [Архівовано 2013-09-27 у Wayback Machine.]
28. ↑  Ted Nelson (1974). Computer Lib/Dream Machines.